# Ayaka Ōhashi
Pour les articles homonymes, voir Ōhashi.
Ayaka Ōhashi (大橋 彩香, Ōhashi Ayaka, née le 13 septembre 1994 dans la préfecture de Saitama) est une seiyū et chanteuse japonaise.

## Carrière
Ōhashi vient à Tokyo à l'âge de cinq ans. Elle rejoint une compagnie de théâtre. Enfant star, elle apparaît dans des publicités télévisées, des dramas, des programmes de NHK Educational TV et des productions scéniques. Elle a l'idée de devenir comédienne de doublage après avoir suivi des cours de doublage avec sa compagnie de théâtre.
En 2011, elle s'inscrit à la 36e campagne Horipro Talent Scout où elle reste finaliste et rejoint l'agence artistique Horipro. Elle fait ses débuts en doublage en 2012, jouant un personnage mineur dans Amagami SS+ plus. En avril de la même année, elle incarne Fleur Blanc dans Eureka Seven AO, son premier rôle principal. Elle incarne ensuite Uzuki Shimamura dans le jeu mobile The Idolmaster Cinderella Girls. Elle reprendra plus tard le rôle dans d'autres médias, y compris l'adaptation animée. Depuis, elle apparaît dans de nombreux événements sur scène et programmes de radio.
En 2014, elle fait ses débuts officiels en tant que chanteuse pour Lantis en interprétant Yes!!, le générique d'ouverture de Sabagebu ! -Survival Game Club!-, dont elle incarne également le personnage principal, Momoka Sonokawa.
En 2015, elle est choisie pour incarner le personnage de batteuse, Sāya Yamabuki du groupe Poppin'Party, dans la franchise multimédia de Bushiroad BanG Dream!. Elle déclare que même si elle possédait des compétences en matière de batterie avant de rejoindre la franchise, elle ne les avait jamais montrées en public.
En 2017, elle joue le personnage d'Aki Adagaki dans Masamune-kun's Revenge dont elle interprète également le générique d'ouverture. Elle est ensuite choisie pour le rôle d'Adeltroot Alter dans Knight's and Magic ; elle interprète aussi le générique de fin. L'année suivante, elle incarne Vodka dans la franchise multimédia de Cygames, Uma Musume Pretty Derby.
Le 29 septembre 2019, un spectacle Ayaka Ohashi 5th Anniversary Live ~ Give Me Five !!!!!!! ~ a lieu au Pacifico Yokohama National Hall pour commémorer le 5e anniversaire de ses débuts d'artiste.

## Discographie
Albums
- 2016 : ~Kidō ~Start Up!~
- 2018 : Progress
- 2020 : Wings